# 마드리드 전투
마드리드 전투(Siege of Madrid, 스페인어: Batalla de Madrid) 또는 마드리드 방어전은 스페인 내전 기간 동안 마드리드 지역에서 공화파와 국민파간에서 벌어진 전투들 중 하나였다. 7월 쿠데타 이후 에밀리오 몰라 장군이 이끄는 군사 쿠데타는 스페인령 모로코와 스페인 북부 등지에서 성공했지만, 마드리드에서 쿠데타가 실패한 이후 마드리드는 공화파의 통제 하에 들어갔다. 이때부터 마드리드 점령은 국민파의 일시적 목표가 되었는데, 마드리드를 내전 초기에 에밀리오 몰라가 북쪽을 포위했고, 이후에는 프란시스코 프랑코가 남서쪽을 포위했다.
쿠데타와 11월의 첫 전투 사이의 기간 동안 국민파는 독일과 이탈리아로부터 군수물자들과 병력들을 지원받은 반면, 공화파는 마드리드 전투가 시작될 때까지조차 소련으로부터 어떠한 지원도 받지 못했다. 마드리드 전투는 부대가 전투하기 비교적 용이한 마드리드 중앙 고원에서 이루어졌다. 또한, 마드리드는 스페인의 정치, 군사, 전략, 경제의 중심지였는데, 공화파의 정치적 수도이자 정부의 소재지를 겸했기도 때문에 마드리드의 점령은 내전의 결과에 결정적인 영향을 미쳤으며 스페인의 미래를 결정짓는 전략적이고 중요한 가치가 있었다. 이후 1936년 8월 초에 마드리드 전선이 안정되자 프랑코의 아프리카군이 국민파의 공세에 합류했다.

## 배경
마누엘 아사냐 내각이 스페인령 모로코에서 팜플로나로 좌천한 에밀리오 몰라 장군은 총선 이후의 인민전선 정부의 전복에 관련된 쿠데타의 구심점이었다. 쿠데타를 위해 그는 쿠데타에 합류한 장성들에게 최대 13 개의 '지시'들을 보냈다. 여기서 1936년 5월 25일에 보내진 두 번째 '지시'에는 마드리드가 이미 목표로 설정되어 있었다.이후 쿠데타가 발발하자 마드리드는 발렌시아, 사라고사, 부르고스, 바야돌리드의 주둔군으로부터 공격을 받았는데, 1936년 7월 17일부터 7월 20일까지 발생한 일련의 '봉기'들은 일부 지휘관들의 우유부단함과 몰라의 지시에 대한 무지 등 다양한 이유로 인해 쿠데타는 일부에선 패배를, 일부에선 승리를 거두었다. 마드리드에서는 대부분의 주둔군들이 공화국 정부에 충성했고 모든 주둔군들이 쿠데타를 지지하지는 않았다. 그럼에도 불구하고, 에밀리오 몰라는 바야돌리드, 부르고스, 팜플로나를 점령하는데 성공했다. 이후 부르고스의 부대들은 20일에, 22일에는 바야돌리드의 부대들이 출발했다. 그럼에도 1936년 8월 초에 전선은 교착 상태에 머물렀고, 이 교착은 몰라의 마드리드 점령 계획이 실패함을 드러냈다.

### 국민파의 마드리드 진입과 공방전
10월 초, 국민파의 사기가 매우 높아지고 타구스 전선의 병력들이 재편되면서 마드리드 공세가 재개되었다. 그러나 마드리드의 산악 지대에서 공화파의 저항에 직면하며 일부 계획들이 수정되었고, 최종적으로는 마드리드 남부에서의 공세가 우선으로 정해졌다. 공화파는 공세를 저지할 수는 없었지만, 국민파의 공세에 대한 저항은 완고해졌다. 마드리드 공세의 선봉은 두 달 전 세비야 공세에서와 동일하게 때와 마찬가지로 아프리카군으로 구성되었지만, 세비야에서와는 다르게 아프리카군은 상당한 손실을 입은 상태였다. 이와 관련해 엔리케 리스테르는 반격 도중 50명의 무어인들을 생포했는데, 이들은 아프리카군 정규군 복장을 한 스페인군이었다며 말했다. 이처럼 프랑코는 일부 스페인인들에게도 아프리카군 정규군 복장을 하도록 명령했다. 

내전 초기 국민파가 장악한 지역.

이후 군수물자들을 실은 소련 선박들이 다르다넬스 해협을 통과했다는 독일의 보고서들이 국민파에 도착하기 시작했으며 프랑코와 국민파는 소련이라는 위협을 인식하게 되었는데, 이는 소련 대사를 마드리드에 파견하는 등 소련과 공화파 간 접촉이 시작되었다는 사실과 연관이 있었다,

또한, 이오시프 스탈린과 코민테른은 공화파에게 군사고문단과 군수물자를 보내기로 결정했는데, 이에 10월 15일에는 소련이 50대의 T-26 전차와 군사고문단과 함께 무르시아의 카르타헤나에 도착했다. 10월 19일까지 소련이 지원한 물품들은 마드리드 전선으로 보내졌는데, 여기서 코민테른의 또다른 결정 중 하나는 파리에서 스페인 내전을 위한 의용군을 조직하는 것이었다. 이 의용군들은 국제여단으로 알려졌으며 국제여단들은 초가을에 이미 알바세테에까지 배치되었는데, 그때부터 알바세테는 국제여단의 본거지가 되었다. 그러나 이러한 소련의 외교적, 군사적 지원은 스페인 공화국 내 NKVD 요원들의 존재를 동반했으며, 결과적으로 스페인 공산당의 세력을 증대시켰다.

## 전투 준비

### 공격 계획
1936년 7월 17일과 18일의 쿠데타 이후에도 마드리드에서와 같이 쿠데타가 실패한 도시들은 여전히 공화파에 충성했다. 그리고 국민파의 아프리카군은 스페인 남부에 집결하고 있었는데, 마드리드는 아프리카군의 전략적 목표였다. 공세 도중 국민파는 여러 가지 전술적 문제에 직면했지만 공세가 중단된 적은 한번도 없었다. 그러나 3달 동안 국민파는 바다호스나 톨레도와 같은 곳들만을 공격할 뿐이었다. 여기서 국민파의 공격들은 항상 거의 비슷한 전술들을 사용했는데, 우선 포격 지원을 받아 정면에서의 공격적인 공격을 통해 주의를 분산시킨 후, 측면에서는 포위 기동을 실행한다. 이때 포위 기동의 경우 일반적으로 제대로 된 훈련을 받지 못한 민병대들 사이에서 혼란을 일으켜 결국에는 공화파의 무질서한 후퇴로 이어졌다.
스페인 광장에 도달한 뒤, 그곳에서부터 마드리드의 핵심 지점들을 따라 전진하여 마드리드를 함락시킨다는 계획은 바렐라가 가장 많이 고려한 가능성 중 하나였다. 또다른 계획은 남동쪽 방향으로 마드리드 전선을 넓히는 것이었지만, 이 경우 마드리드로 진입할 방법이 없어 폐기되었다. 이후 바렐라는 최종적으로 카사 데 캄포에서 푸에르타 로다호스를 거친 뒤, 만사나레스 강을 건너서 시우다드 대학으로 진격하기로 결정했다. 국민파의 이 공세는 남서-북동쪽 축으로 푸엔테 데 로스 프란세스와 히포드롬 사이의 만사나레스 인근에서 벌어졌는데, 공세와 동시에 마드리드 남쪽의 마을들과 같은 곳들을 점령하고 세고비아, 톨레도와 같은 곳들에도 공격을 가해 마드리드 방어군의 주의를 분산시켜 마드리드에서부터 떨어뜨려 놓는 것이었다.

### 방어 계획

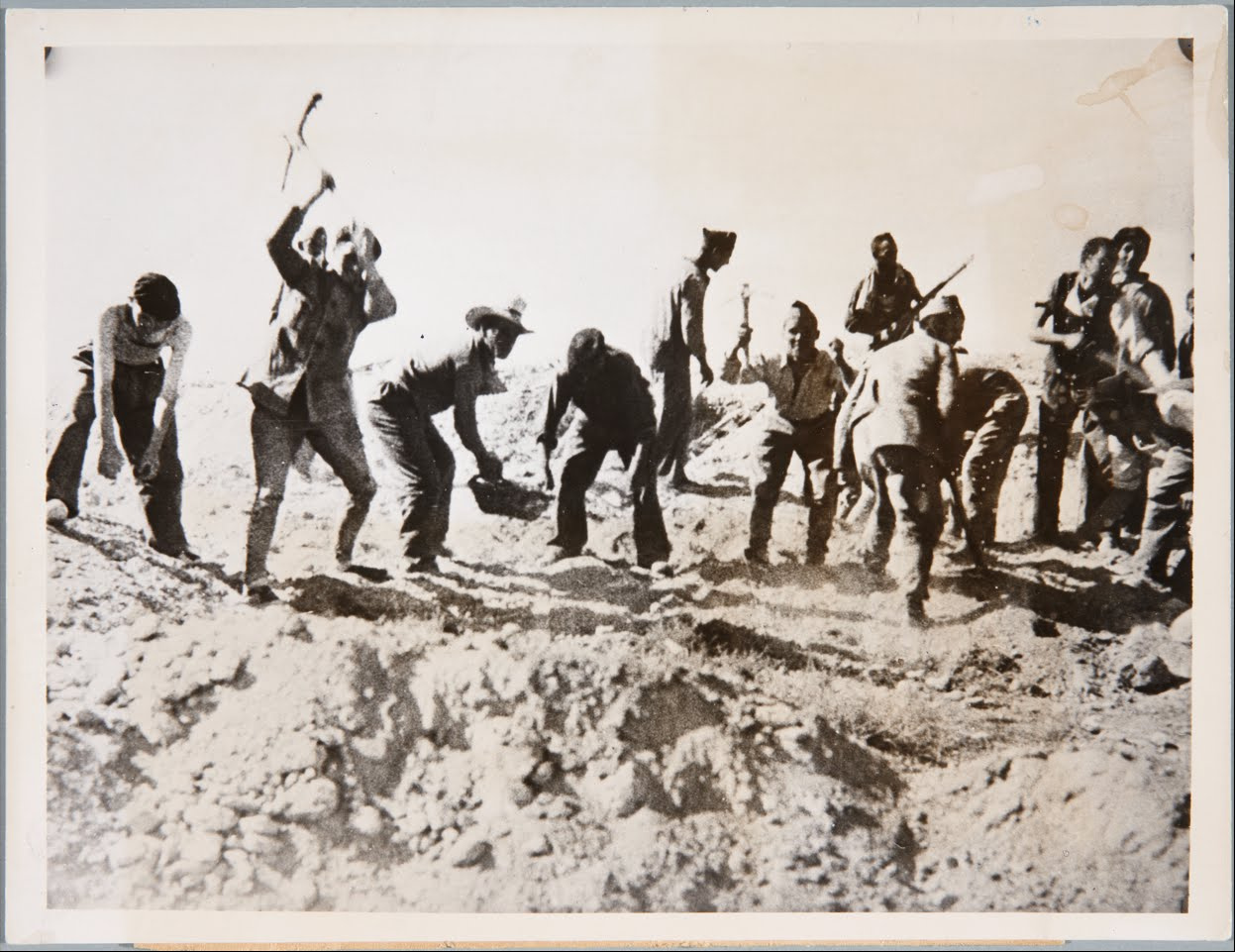
마드리드 방어를 준비하는 공화파 민병대들.

톨레도의 알카사르가 국민파에게 함락된 이후 바렐라는 마드리드로 직접 진격했다. 1936년 11월 6일 오후 8시에 메난트와 포자스는 프란시스코 라르고 카바예로에게 불려나왔는데, 그 둘은 각각 봉인된 봉투 한 통 씩을 건네받았다. 그 봉투의 겉면에 "7일 6시에 개봉할 것"이라고 적혀 있었다. 그러나 두 장군 모두 겉면에 쓰여진 명령을 무시하고 봉투 안의 내용물을 열어보았는데, 봉투 안의 내용물은 다음과 같다:
정부는 공화파의 대의를 수호하기 위함의 일환으로, 마드리드에서 벗어나 마드리드의 방어를 VE에 맡기기로 결정했다. 이러한 중대한 임무를 지원하기 위해 (...) 마드리드 방위위원회 (Junta de Defensa de Madrid)가 구성되며 (...) 마드리드 방위위원회는 마드리드 방어에 대한 모든 권한을 위임받을 것이며, 최종적으로 마드리드를 포기해야 할 경우 (...) 지정된 장소에 방어선을 구축하기 위해 쿠엥카로 철수해야 한다.
- 프란시스코 라르고 카바예로

공식 문서에는 끝의 끝까지 마드리드를 방어함과 동시에 쿠엥카로 철수해야 한다고 명시되어 있었는데, 비센테 로호 유치는 이를 순전히 군사적 관점에서 볼 때 모순이라고 생각했다. 어쨌거나 공화파는 이 통해 미아하에게 마드리드 방어에 대한 책임을 부여했고, 내각은 같은 날 밤 발렌시아로 떠났다. 심지어는 10월 19일에 마누엘 아사냐는 이미 바르셀로나로 떠난 뒤였으므로, 즉 이제부터는 방위위원회가 마드리드를 책임지게 되었다. 이에 방위위원회는 11월 7일에 국민파의 공세에 저항하기로 결정함과 동시에 마드리드 방어군이 조직되었다.

## 전투

### 카사 데 캄포 공격
11월 초 전선은 마드리드의 코앞에 있었다. 4일 해질 무렵에는 헤타페의 공군기지가 국민파에게 허무하게 함락되었고, 공군기지는 마드리드에서부터 가까운 거리에 있었기 때문에 지속되는 폭격으로 마드리드 시민들의 사기는 바닥을 치고 있었다. 이에 공화파는 마드리드가 버티더라도 결국엔 항복할 것이라고 여겨 마드리드의 시민들과 정부를 발렌시아로 대피시킬 준비를 하기 시작했다. 실제로 11월 6일에 공화파 내각은 12월에 임시 수도로 삼아질 발렌시아로 떠났다. 이에 마드리드 방위위원회가 마드리드에서 도망친 내각이 남긴 법적 공백을 메우기 위해 호세 미아하 장군이 대통령을 맡는 일련의 기관이 만들어졌는데, 군사적인 전략의 측면에서 뛰어났던 비센테 로호 유치와 마드리드 방어를 담당하며 만사나레스 강을 따라 참호를 비롯한 방어 시설들을 준비하게 된다.

1936년 마드리드 지하철의 노선이 표시된 지도. 마드리드 방어군이 군수물자들과 병력들을 수송하고 사망자, 부상자를 옯기고 대피시키는데 널리 사용되었다.

11월 8일, 국민파의 호세 엔리케 바렐라는 마드리드에 대한 최종적인 공격을 명령하여 카사 데 캄포에서 만사나레스 강으로 진격을 시작했으나 리스테, 바르셀로, 갈란과 같은 지휘관들이 지휘하는 여단들의 저항으로 국민파 대열의 진격이 상당히 지연되어 카사 데 캄포에서의 전투는 9일과 10일에도 계속되었다. 그 날에는 푸엔테 데 카스티야 주변에서도 격렬한 전투가 있었지만 공격은 격퇴되고 다리는 폭파되었다. 그리고 전투가 한창이던 9일, 에밀리오 클레베르와 제11국제여단이 마드리드에 도착하여 그랑비아를 따라 행진하며 "러시아 만세!"를 외쳤으며, 러시아인들은 마드리드 곳곳에 주변에 진지를 마련했다.
그리고 마드리드 공격 중 결정적인 사건 중 하나는 공화파에게 찾아온 행운이였다. 카사 데 캄포에서 이탈리아 전차를 조사하던 공화파가 국민파의 작전 계획 사본을 발견한 것이었다. 이후 이 작전 계획이 로호 유치의 손에 들어갔을 때, 공화파는 중요한 지점에서 수비군을 재편성하여 국민파 움직임을 미리 파악할 수 있었다. 또한, 전투 도중 국민파의 항공기들은 만사나레스 진지와 카사 데 캄포 등을 집중적으로 폭격했는데, 이에 대응해 공화파는 새로이 공급받은 소련제 폴리카르포프 I-15와 I-16 항공기들을 출격시키면서 국민파의 제공권이 위협받기도 했다. 이후 마드리드에는 내전에서의 유명한 말인 "그들은 지나가지 못하리라!"가 퍼져나가기 시작했고, 이는 즉 마드리드에서의 공화파의 국민파에 대한 저항이 완강할 것임을 드러내어 마드리드 시민들의 사기를 북돋았다.

### 시우다드 대학 공격
11월 15일 아침 8시 30분, 바렐라가 전차의 지원을 받으며 공세를 시작했는데, 이는 반격을 준비하던 공화파를 놀라게 만들었다. 또한, 바렐라의 공격 명령은 후안 야궤가 아센시오에게 전달했는데, 아센시오는 "내일 마차가 있든 없든 강을 건너겠다"고 답했다. 15일 정오 무렵에는 다리가 큰 피해를 입었지만 그럼에도 방어는 치열했다. 국민파의 공세는 모든 장갑차들이 모래로 된 강바닥에 갇히면서 중단되었다. 이 공세에서는 18대의 전차가 국민파를 지원했는데, 공화파는 국민파의 공세를 막을 수 없다고 판단해 12시에 다리를 폭파시켰다.

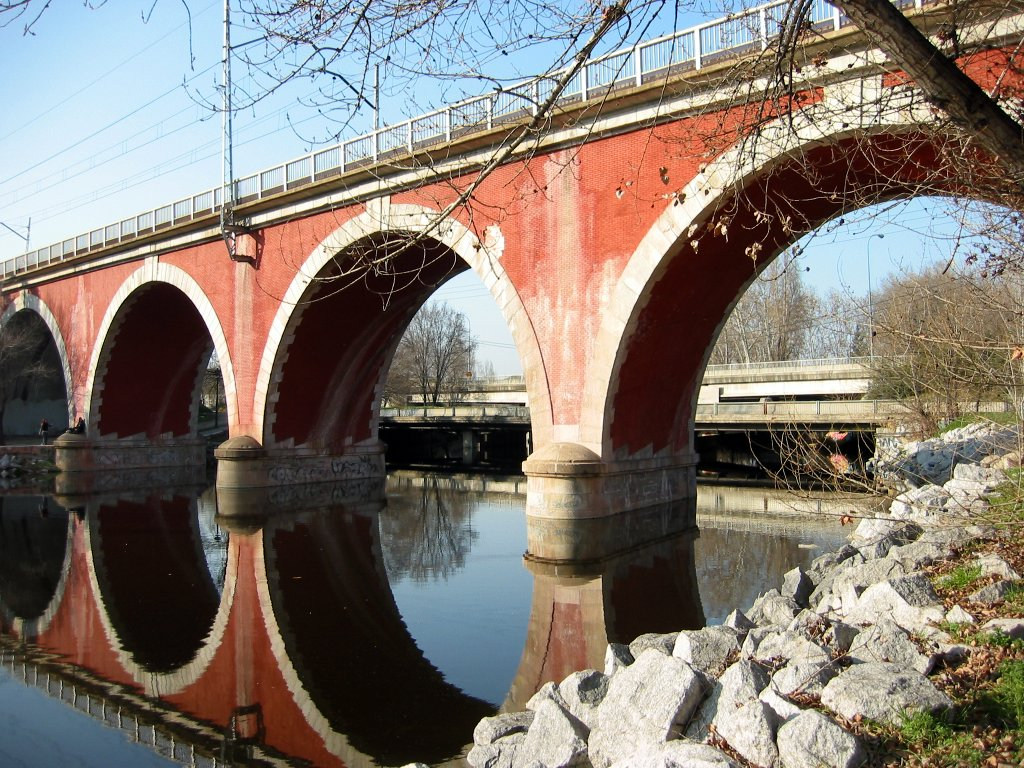
시우다드 대학 공방전에서 가장 유명하고 논쟁의 여지가 많은 다리.

아센시오는 15일 내내 수많은 반격에 부딪혀야 했는데, 격렬한 전투로 공세는 큰 피해를 입었다. 아센시오는 강을 건너기 위해 세 차례 시도했는데, 격렬한 반격에 부딪혀 무산되었다. 그럼에도 공격은 시우다드 대학을 점령하기 위해 매우 빠른 속도로 진행되었고, 이는 시우다드 대학에 주둔한 두루티와 형제들 등 주둔군에게 혼란을 일으켰다. 하지만 이런 우세에도 불구하고 포격 지원과 항공 지원이 감행된 이후에서야 국민파는 겨우 강을 넘을 수 있었는데, 마드리드 방위위원회는 이에 아라바카에 주둔한 기갑사단에게 16일에 방어군을 지원할 것을 명령했다. 그러나 결론적으로 아센시오는 15일 해 질 무렵에 만사나레스 강을 건넜다.
전투에서 국민파와 공화파 양측 모두 가용 가능한 모든 병력을 시우다드 대학에 집중시켰는데, 전투가 벌어졌던 15일에는 대학에 여러 바리케이드들이 세워졌다. 제11국제여단 또한 이를 지원하기 위해 파견되었으며, 이에 대응해 국민파 또한 더 많은 병력들이 강을 건넜다.

## 같이 보기
- 스페인 내전
- 산티아고 카사레스 키로가
- 마누엘 아사냐
- 프란시스코 프랑코
- 호세 부에나벤투라 두루티
- 바르셀로나 5월 사건